# Stadio Zvezda
Lo stadio Zvezda ("Стадион Звезда") è uno stadio di calcio, situato nella città di Perm', in Russia. Fu inaugurato il 5 giugno del 1969 con il nome di Lenin Komsomol.